# Lophoteles laticeps
Lophoteles laticeps är en tvåvingeart som beskrevs av James 1977. Lophoteles laticeps ingår i släktet Lophoteles och familjen vapenflugor. Inga underarter finns listade i Catalogue of Life.